# Arek Wlizło
Arek (Przemysław Ariusz) Wlizło (ur. 12 lipca 1967 r. w Drygałach) – polski muzyk szantowy, żeglarz, kapitan jachtowy, organizator festiwali szantowych, na stałe mieszkający w Kanadzie.

## Działalność muzyczna
Od 1995 roku mieszka w Kanadzie, gdzie zaczynał od występów w polonijnym kabarecie „Szuflada” Jacka Janowskiego. Związany z polską sceną szantową, nieprzerwanie propaguje polską szantę w Kanadzie, gdzie od 1998 roku współtworzył festiwal „Knaga”. Pomysłodawca i organizator Festiwalu z Morza.
Poza szantami wykonuje blues i poezję śpiewaną. Występuje głównie w USA, Kanadzie i w Polsce. 21 listopada 2011 roku dał koncert w klubie Stodoła.

## Działalność żeglarska
Przygodę z żaglami zaczynał jako nastolatek na jeziorach mazurskich. Startował w regatach, zarówno na Wielkich Jeziorach, jak i podczas Mistrzostw Świata czy w regatach Tall Ships Races (zarówno w Ameryce Północnej, jak i w Europie).
Od 2003 roku regularnie pływa na polskich żaglowcach (m.in. „Zawisza Czarny”, “Pogoria”, „Kapitan Borchard” czy „Kapitan Głowacki”), pełniąc często funkcje oficerskie. W 2004 r. na jachcie „Zjawa IV” opłynął Przylądek Horn, po czym został przyjęty do Bractwa Kaphornowców. Uchwałą Prezydium Polskiego Związku Żeglarskiego z dnia 06.10.2011 został odznaczony Honorową Odznaką Zasłużony dla Żeglarstwa Polskiego przyznaną przez PZŻ.

## Działalność klubowa
Przez wiele lat aktywnie związany z Polsko-Kanadyjskim Klubem Żeglarskim „Zawisza Czarny”, powstałym w 1996 roku z siedzibą w Hamilton. Od roku 2019 komandor tego klubu., powstałego z potrzeby podtrzymania polskich tradycji oraz wspierania młodych adeptów sztuki żeglarskiej. Członkowie klubu organizują liczne rejsy turystyczne do Europy, a także na Karaiby, z udziałem takich żaglowców jak „Zawisza Czarny”, „Pogoria”, „Fazisi”, „Kapitan Borchard”, włączając w to udział w Wagner Sailing Rally oraz w regatach Heineken Regatta, Rolex Regatta i BVI Spring Regatta.